# Laminci Jaružani
Laminci Jaružani (en cirílico: Ламинци Јаружани) es una aldea de la municipalidad de Gradiška, Republika Srpska, Bosnia y Herzegovina.
Está integrado administrativamente a Laminci Sređani y Laminci Dubrave.

## Población
| Composición de la Población - Aldea de Laminci Jaružani | Composición de la Población - Aldea de Laminci Jaružani | Composición de la Población - Aldea de Laminci Jaružani | Composición de la Población - Aldea de Laminci Jaružani | Composición de la Población - Aldea de Laminci Jaružani |
| ------------------------------------------------------- | ------------------------------------------------------- | ------------------------------------------------------- | ------------------------------------------------------- | ------------------------------------------------------- |
|                                                         | 2013                                                    | 1991                                                    | 1981                                                    | 1971                                                    |
| Total                                                   | 305                                                     | 394 (100,0%)                                            | 477 (100,0%)                                            | 506 (100,0%)                                            |
| Varones                                                 | 160                                                     | -                                                       | -                                                       | -                                                       |
| Mujeres                                                 | 145                                                     | -                                                       | -                                                       | -                                                       |
| Bosniacos                                               | -                                                       | -                                                       | -                                                       | -                                                       |
| Serbios                                                 | 299                                                     | 386 (97,97%)                                            | 372 (77,99%)                                            | 493 (97,43%)                                            |
| Croatas                                                 | 5                                                       | 2 (0,51%)                                               | 3 (0,63%)                                               | 4 (0,79%)                                               |
| Gitanos                                                 | -                                                       | -                                                       | -                                                       | -                                                       |
| Eslovenos                                               | -                                                       | -                                                       | -                                                       | -                                                       |
| Musulmanes                                              | -                                                       | -                                                       | -                                                       | -                                                       |
| Montenegrinos                                           | -                                                       | -                                                       | -                                                       | -                                                       |
| Macedonios                                              | -                                                       | -                                                       | -                                                       |                                                         |
| Albaneses                                               | -                                                       | -                                                       | -                                                       | -                                                       |
| Ukranianos                                              | -                                                       | -                                                       | -                                                       | -                                                       |
| Yugoslavos                                              | -                                                       | 6 (1,52%)                                               | 101 (21,17%)                                            | -                                                       |
| Otros                                                   | -                                                       | -                                                       | 1 (0,21%)                                               | 9 (1,78%)                                               |
| Sin declarar                                            | 1                                                       | -                                                       | -                                                       | -                                                       |
| Desconocidos                                            | -                                                       | -                                                       | -                                                       | -                                                       |